# 강현영
강현영(1989년 5월 20일 ~ )은 대한민국의 축구 선수이며 포지션은 공격수이다.